# Битка код Монтеноте
Битка код Монтеноте вођена је 12. априла 1796. године између француске и аустријско-сардинске војске. Део је Француских револуционарних ратова, тј. рата Прве коалиције, а завршена је француском победом.

## Битка
У почетним операцијама у Итаији 1796. године, аустријски генерал Еуген Аржанто кренуо је 11. априла са око 4000 људи из долине реке Бормиде ди Спињо на масив Монтеноте који се на 10 километара ширине издиже између те реке и мора. У покрету је наишао на предње делове јене француске дивизије (1500 људи) који су тежили да избију на Монтеноте. Пред надмоћнијим непријатељем, Французи се повлаче на планину Неђино и ту су се одржали до ноћи. У тежњи да одвоји савезнике, Бонапарта је прикупио снаге за напад на десно аустријско крило код Монтеноте. Послао је Амадеа ле Арпа и Масену да опколе непријатеља. Аржанто је приморан на повлачење. Аустријанци су у та два дана изгубили 2700 људи (2000 заробљеника), а Французи неупоредиво мање. Савезници су у бици разбијени и раздвојени, а Французи су се уклинили између њих.